# Nijeholtwolde
Nijeholtwolde (Stellingwerfs: Ni'jhooltwoolde, Fries: Nijeholtwâlde) is een dorp in de gemeente Weststellingwerf, in de Nederlandse provincie Friesland.
Het ligt ten noorden van Wolvega, aan de spoorlijn Zwolle - Leeuwarden. Het gebied strekt zich uit tot aan de Tjonger bij Heerenveen en ligt ten oosten van Nijelamer.

## Geschiedenis
Nijeholtwolde wordt in een oorkonde uit 1320 genoemd als Nieholtwold en in 1408 als Nyeholtwolde. In het buitengebied werd lang turf gegraven.

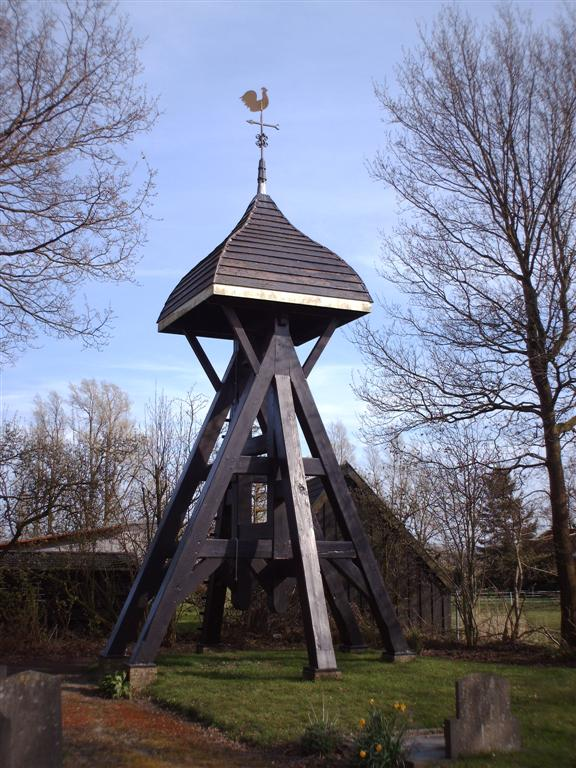
Klokkenstoel

De kerk uit 1320 was tot de Reformatie gewijd aan Sint-Nicolaas en werd in de 18e eeuw gesloopt. Op de begraafplaats staat een van de klokkenstoelen in Friesland. Deze is eigendom van de Stichting Alde Fryske Tsjerken.

## Eendenkooi
In Nijeholtwolde is ook nog een werkende eendenkooi, genaamd: Op 't Ein. Op 6 juli 1886 gaf koning Willem III toestemming aan Marten Groen, de toenmalige eigenaar van de Ooievaar, om een eendenkooi te stichten op de grens van Nijeholtwolde en Nijelamer. Hier worden anno 2018 geen eenden meer gevangen, maar er worden nog wel rondleidingen gegeven. De kooi bevindt zich aan de Kooiweg; in het verleden waren er drie eendenkooien.